# Réseau hydrographique de la Bassanne
Réseau hydrographique de la Bassanne este o arie protejată (sit de importanță comunitară — SCI) din Franța întinsă pe o suprafață de 321 ha, integral pe uscat.

## Localizare
Centrul sitului Réseau hydrographique de la Bassanne este situat la coordonatele 44°30′13″N 0°06′32″W / 44.50349°N 0.10888°V.

## Înființare
Situl Réseau hydrographique de la Bassanne a fost declarat arie specială de conservare în baza directivei 92/43 din 1992 referitoare la conservarea habitatelor naturale și a faunei și florei sălbatice pentru a proteja 12 specii de animale.

## Biodiversitate
Situată în ecoregiunea atlantică, aria protejată conține 3 habitate naturale: Fânețe de joasă altitudine (Alopecurus pratensis, Sanguisorba officinalis), Păduri aluvionare cu Alnus glutinosa și Fraxinus excelsior (Alno-Padion, Alnion incanae, Salicion albae), Liziere de ierburi înalte hidrofile de câmpie și de nivel montan până la alpin.
La baza desemnării sitului se află mai multe specii protejate:
- mamifere (4): liliac cârn (Barbastella barbastellus), vidră de râu (Lutra lutra), nurcă (Mustela lutreola), liliacul mic cu potcoavă (Rhinolophus hipposideros)
- nevertebrate (4): Austropotamobius pallipes, Coenagrion mercuriale, rădașcă (Lucanus cervus), fluturele purpuriu (Lycaena dispar)
- pești (3): cicar (Lampetra planeri), Parachondrostoma toxostoma, Petromyzon marinus
- reptile (1): țestoasa de baltă (Emys orbicularis)

Pe lângă speciile protejate, pe teritoriul sitului au mai fost identificate 4 specii de păsări, 5 specii de amfibieni, 8 specii de mamifere, 1 specie de nevertebrate, 1 specie de pești, 3 specii de reptile.